# خوزه بووکا لافوریا
خوزه بووکا لافوریا (انگلیسی: José Buruca Laforia؛ ۱۸۸۴ – ۱۹۵۷) بازیکن فوتبال اهل آرژانتین بود.
از باشگاه‌هایی که در آن بازی کرده‌است می‌توان به باشگاه اتلتیکو ایندپندینته و باشگاه فوتبال راسینگ کلوب آویاندا اشاره کرد.
وی همچنین در تیم ملی فوتبال آرژانتین بازی کرده‌است.